# Фомичёв, Константин Николаевич
Константи́н Никола́евич Фомичёв (30 августа 1977, Уфа) — российский гребец-каноист, выступал за сборную России в середине 1990-х — конце 2000-х годов. Чемпион Европы и мира, многократный чемпион всероссийских первенств, участник летних Олимпийских игр в Афинах, победитель этапов Кубка мира и прочих международных регат. На соревнованиях представлял Башкирию и Приморье, заслуженный мастер спорта.

## Биография
Константин Фомичёв родился 30 августа 1977 года в Уфе. Активно заниматься греблей начал в раннем детстве, проходил подготовку на местной гребной базе под руководством тренера Н. Попова, позже тренировался у таких специалистов как А. Рогов и Н. Уткин. Первого серьёзного успеха добился в 1997 году, когда впервые стал чемпионом взрослого всероссийского первенства и, попав в основной состав национальной сборной России, побывал на чемпионате мира в канадском Дартмуте — привёз оттуда награду серебряного достоинства, выигранную с четырёхместным каноэ на дистанции 1000 метров.
В 1998 году Фомичёв вновь добился звания чемпиона страны, а позже на мировом первенстве в венгерском Сегеде с четвёркой взял бронзу и серебро в двухсотметровой и километровой гонках соответственно. Год спустя защитил чемпионское звание в зачёте национального первенства, на чемпионате Европы в хорватском Загребе взял бронзу и два золота, после чего на мировом первенстве в Милане одержал победу сразу в четырёх дисциплинах: с двойкой на 200 метров, с четвёркой на 200, 500 и 1000 метров. За эти выдающиеся достижения по итогам сезона удостоен почётного звания «Заслуженный мастер спорта России».
На всероссийском чемпионате 2000 года Фомичёв победил с одиночкой на двухстах метрах, прервав многолетнюю серию побед волгоградца Максима Опалева. На последовавшем чемпионате Европы в Познани был третьим с двухместным каноэ на двухсотметровой дистанции. В следующим сезоне пополнил медальную коллекцию ещё двумя золотыми наградами с чемпионата России, завоевал два золота на европейском первенстве в Милане, взял бронзу на чемпионате мира в Познани. В 2002 году продолжил побеждать, сохранил место в составе национальной сборной, стал серебряным и бронзовым призёром чемпионата Европы в Сегеде, финишировал вторым на мировом первенстве в испанской Севилье. Благодаря череде удачных выступлений удостоился права защищать честь страны на летних Олимпийских играх 2004 года в Афинах, в одиночной программе на 1000 метров с первого места вышел в финальную стадию, тем не менее, в решающей гонке пришёл к финишу лишь девятым.
После афинской Олимпиады Константин Фомичёв остался в гребле и продолжил ездить на крупнейшие регаты, однако существенных результатов уже не показывал. В это время он активно участвовал в гонках на лодках класса «дракон» и добился в этом виде немалых успехов, став в том числе чемпионом Европы. В 2008 году он вернулся в сборную России по гребле в качестве каноиста-одиночника, съездил на европейское первенство в Милан, где добился серебряной награды на километровой дистанции. В 2009 году в очередной раз выиграл титул чемпиона России и вскоре принял решение завершить карьеру профессионального спортсмена.
Имеет высшее образование, в 2000 году окончил Башкирский государственный педагогический институт (ныне Башкирский государственный педагогический университет имени М. Акмуллы), где обучался на факультете физической культуры. Награждён медалью «За воинскую доблесть» второй степени.